# 해주 오씨
해주 오씨(海州吳氏)는 황해남도 해주시를 본관으로 하는 한국의 성씨이다.

## 역사
해주 오씨(海州 吳氏)는 오인유(吳仁裕)를 시조로 모시는 경파와 오현보(吳賢輔)를 시조로 모시는 향파의 두 계통이 있다. 해주 오씨는 조선조에 상신 2명, 대제학 3명, 공신 3명, 청백리 1명, 문과 급제자 99명, 무과 급제자 267명, 생원·진사 326명을 배출하였다.

### 해주 오씨 경파(京派)
1401년에 작성된 《해주오씨족도(海州吳氏族圖)》에 의하면 시조는 오인유(吳仁裕)이다.
해주오씨(海州吳氏) 시조 오인유(吳仁裕)는 중국 송(宋)나라의 대학사(大學士)로 984년(성종 3년) 고려에 동래하여(고려말 양평공 오연총 묘지명 내용) 검교군기감(檢校軍器監)을 지내고 해주(海州)에 정착하였다.
오인유의 14세손 오윤겸(吳允謙)과 오정방(吳定邦)의 후손들이 현달하며 많은 인물을 배출하였다. 오윤겸이 조선 인조조에 영의정에 올랐고, 오윤겸의 현손 오명항(吳命恒)은 해은부원군(海恩府院君)으로 우의정에 이르렀다. 오정방의 증손 오두인(吳斗寅)은 형조판서(刑曹判書)에 이르렀고, 오두인의 아들 오태주가 명안공주(明安公主)와 혼인하여 해창위(海昌尉)에 봉해졌다. 오인유의 19세손 오원(吳瑗)과 20세손 오재순(吳載純)은 대제학을 역임하였다.

### 해주 오씨 향파(鄕派)
태백왕의 25세손인 초나라 재상 오기(吳起)의 45세손인 오첨(吳瞻)이 500년(지증왕 1)에 중국에서 신라로 입국해 왕명으로 김종지(金宗之)의 딸을 아내로 맞이하여 함양에서 2남 1녀를 두고 22년을 살다가 521년 다시 중국으로 들어갔는데 둘째 아들 오응(吳膺)은 나이가 어려 중국으로 귀환하지 못하고 그대로 신라에 남아 함양에서 살게 되었다.
오첨(吳瞻)의 24세손 오현보(吳賢輔)가 1216년(고종3)에 거란을 격퇴하는 공(功)을 세워 해주군(海州君)에 봉군되고 1224년에 중서문하성(中書門下省) 참지정사(參知政事)에 이르렀다고 한다.

## 인물

### 고려
- 오연총(吳延寵, 1055년 ~ 1116년) : 우복야(右僕射) 오정(吳頲)의 아들이다[7] 문과에 급제한 후 윤관(尹瓘)의 여진 정벌 때 부원수를 맡았고, 예종(睿宗)조에 문하시랑동평장사(門下侍郞同章事)에 이르렀다. 시호는 문양(文襄)이다. 참고로, 해주 오씨의 경파와 향파는 서로 다른 혈통을 가지고 있음에도 불구하고, 두 파의 족보에서 모두 문양공 오연총에 대한 기록을 포함하고 있다. 이러한 특이한 현상에 대해 "문양공 오연총에 대한 검토" 참조
- 오형(吳詗, 1242년 ~ 1316년) : 국자좨주(國子祭酒) 오극정(吳克正)의 아들. 초명은 오한경(吳漢卿). 1261년(원종 2) 문과에 급제하고, 충선왕(忠宣王)조에 도첨의찬성사(都僉議贊成事)에 이르렀다. 시호는 문온(文溫)이다.
- 오양우(吳良遇, ? ~ 1319년) : 오형의 동생. 1260년(원종 원년) 문과에 급제하고, 도첨의평리(都僉議評理)로 치사(致仕)했다.

### 조선
- 오결(吳潔) : 1504년(연산군 10) 별시 문과에 급제하고, 중종(中宗)조에 형조판서(刑曹判書)에 이르렀다.
- 오상(吳祥, 1512년 ~ 1573년) : 1534년(중종 29) 알성시(謁聖試) 문과에 급제하고, 선조(宣祖)조에 이조판서, 병조판서(兵曹判書)를 지내고 대사헌(大司憲)에 이르렀다.
- 오응정(吳應鼎, 1548년 ~ 1597년) : 1574년(선조 7) 무과에 급제하고, 순천부사(順天府使)에 이르렀다. 정유재란 때 남원부성(南原府城)에서 장남 오욱(吳稢)과 함께 왜군과 싸우다 순절했다.
- 오정방(吳定邦, 1552년 ~ 1625년) : 오인유의 14세손. 1578년(선조 11)·1582년(선조 15) 무과에 장원으로 급제하고, 인조(仁祖)조에 경상좌도병마절도사(慶尙左道兵馬節度使)에 이르렀다. 시호는 정무(貞武)이다.
- 오윤겸(吳允謙, 1559년 ~ 1636년) : 오인유의 14세손. 1597년(선조 30) 별시 문과에 급제하고, 인조조에 영의정(領議政)에 이르렀다. 시호는 충간(忠簡)이었으나, 후에 충정(忠貞)으로 바뀌었다.
- 오직(吳稷, 1575년 ~ 1619년) : 오응정의 차남. 1594년(선조 27) 무과에 급제하고, 광해군(光海君)조에 도총부도사(都摠府都事)에 이르렀다. 사르후 전투에서 김응하(金應河)와 함께 순절했다.
- 오숙(吳䎘, 1592년 ~ 1634년) : 오정방의 손자. 1612년(광해군 4) 증광 문과에 급제해 형조참의·예조참의·경상도관찰사·좌승지(左承旨)를 지내고, 1633년 황해도관찰사가 되었다.
- 오빈(吳䎙, 1602년 ~ 1685년) : 오숙의 동생. 1632년(인조 10) 알성 문과에 급제하고, 숙종조에 자헌대부(資憲大夫) 지중추부사(知中樞府事)에 이르렀다. 시호는 숙헌(肅憲)이다.
- 오달제(吳達濟, 1609년 ~ 1637년) : 오윤겸의 조카. 삼학사 중 한 사람. 1634년(인조 12) 별시 문과에 장원으로 급제하고, 부교리(副校理)에 이르렀다. 병자호란 때 청과의 화의를 반대하다가 심양(瀋陽)으로 이송되어 홍익한(洪翼漢)·윤집(尹集)과 함께 살해되었다. 시호는 충렬(忠烈)이다.
- 오두인(吳斗寅, 1624년 ~ 1689년) : 오정방의 증손. 1649년(인조 27) 별시 문과에 장원으로 급제하고, 형조판서(刑曹判書)에 이르렀다. 시호는 충정(忠貞)이다. 아들 오태주가 명안공주(明安公主)와 혼인하여 해창위(海昌尉)에 봉해졌다.
- 오도일(吳道一, 1645년 ~ 1703년) : 오윤겸의 손자. 1673년(현종 14) 춘당대시(春塘臺試)에 급제하고, 숙종(肅宗)조에 병조판서(兵曹判書)에 이르렀다.
- 오명준(吳命峻, 1662년 ~ ?) : 오윤겸의 현손. 1694년(숙종 20) 알성시에 장원으로 급제하고, 영조(英祖)조에 대사헌(大司憲)에 이르렀다.
- 오명항(吳命恒, 1673년 ~ 1728년) : 오명준의 동생. 1705년(숙종 31) 식년 문과에 급제하고, 영조조에 분무공신(奮武功臣) 1등에 책록되었으며, 해은부원군(海恩府院君)에 봉해졌다. 관직이 우의정(右議政)에 이르렀다. 시호는 충효(忠孝)이다.
- 오수채(吳遂采, 1692년 ~ ?) : 오도일의 손자. 1735년(영조 11) 증광시(增廣試)에 급제하고, 영조조에 홍문관제학(弘文館提學)에 이르렀다.
- 오원(吳瑗, 1700년 ~ 1740년) : 오두인의 손자. 1728년(영조 4) 춘당대시에 장원으로 급제하고, 영조조에 대제학(大提學)을 거쳐 공조판서(工曹參判)에 이르렀다. 시호는 문목(文穆)이다.
- 오재순(吳載純, 1727년 ~ 1792년) : 오원의 아들. 1772년(영조 48) 탕평정시(蕩平庭試)에 급제하여 정조(正祖)조에 대제학과 이조판서를 거쳐 판중추부사(判中樞府事)에 올랐다. 시호는 문정(文靖)이다.
- 오취선(吳取善, 1804년 ~ ?) : 1827년(순조 27) 증광문과에 급제하여 대사헌·예조판서·홍문관제학·우참찬(右參贊)을 역임하고 외직으로 경상감사·한성부판윤을 지냈다. 시호는 문정(文靖)이다.
- 오경석(吳慶錫, 1831년~1879년) 개화파 지식인. 한학 당상 역관. 금석학자. 추사 김정희의 제자.
- 오세창(吳世昌, 1864년 ~ 1953년) : 3·1운동 당시의 민족 대표 33인 중 한 사람이다. 만세보 발행인. 서예가. 개화파 지식인이며 한학 당상 역관이었던 오경석의 아들이다. 간송 전형필의 스승.

### 현대
- 오제도(吳制道, 1917년 ~ 2001년) : 대한민국의 정치인. 평안남도 안주군 출생 실향민이다.
- 오경환(吳慶煥, 1931년 ~ 2021년) : 대한민국의 정치인. 제14대 해군참모총장을 역임했다.
- 오세정(吳世正, 1953년 ~ ) : 대한민국의 물리학자, 교수, 정치인. 서울대학교 총장을 역임했다.
- 오세훈(吳世勳, 1961년 ~ ) : 대한민국의 정치인. 제33·34·38·39대 서울특별시장을 역임했다.
- 오영찬(吳永瓚, 1948년 ~) : 대한민국의 공무원. 이북5도위원회 제14대 평안북도지사를 역임했다. 부친 오제도의 아들이다.

## 분파
오인유의 후손은 7세를 전후로 30여개의 파로 나뉘었다.
- 대호군공파(大護軍公派) - 7세 이조전서 연경(延慶 : ? ~ 1309)
- 부훤당공파(負暄堂公派) - 14세 오상(吳祥)
- 계산공파(溪山公派) - 14세 오경(吳慶)
- 찬성공파(贊成公派) - 8세 오반(吳潘)
  - 사복시정공파(司僕侍正公派) - 9세 오중수(吳仲守)
  - 양정공파(陽亭公派) - 9세 오희(吳僖)
  - 용강공파(龍岡公派) - 9세 오처권(吳處權)
- 영변공파(寧邊公派) - 9세 오석계(吳碩啓)
- 생원공파(生員公派) - 9세 오생운(吳生韻)
- 묘제공파(墓齊公派) - 7세 오사정
- 지군사공파(知郡事公派) - 7세 오사운
- 사복시랑공파(司僕侍郞公派) - 7세 오사렴
- 전서공파(典書公派) - 7세 오광정(吳光庭)
- 사인공파(舍人公派)
- 통덕랑공파(通德郞公派)
- 장춘공파(長春公派)
- 해성부원군파(海城府院君派)
- 판도정랑공파(版圖正郞公派)
- 징사공파(徵士公派)
- 신녕공파(新寧公派)

## 조선 왕실과의 인척관계
- 선성군(정종의 서자) 사위 오계손
- 명안공주(현종의 삼녀) 부마 오태주(吳泰周)

## 본관
해주(海州)는 황해도 해주시의 지명이다. 고조선 시대에 대방군(帶方郡)에 속하여 고죽(孤竹)으로 불렸다. 원래 고구려의 내미홀군(內未忽郡)이다. 748년(신라 경덕왕 7) 폭지군(瀑池郡)으로 바뀌었고, 936년(고려 태조 19) 남쪽으로 큰 바다에 임하였다고 하여 태조가 해주를 사명(賜名)했으며, 983년(성종 2)에 해주목으로 승격되었다. 1018년(현종 9)에 안서도호부로 개편되었고 예종(睿宗) 때 대도호부로 승격하였다. 1247년(고종 34)년에 다시 해주목으로 환원되었다. 《동국여지승람(東國與地勝覽)》에 지역이 넓고 백성이 많으며, 관서(關西)의 큰 주로 최씨(崔氏), 정씨(鄭氏), 오씨(吳氏) 등이 있다고 기록되어 있다. 1896년 황해도의 도청소재지가 되었다.

## 항렬자
| 21세            | 22세            | 23세     | 24세     | 25세     | 26세              | 27세                        | 28세              | 29세              | 30세              | 31세          | 32세              | 33세          | 34세     | 35세     | 36세              | 37세              | 38세              | 39세     | 40세     | 41세     | 42세     | 43세     | 44세     | 45세     | 46세     | 47세     | 48세     | 49세   | 50세     | 51세   | 52세     |
| --------------- | --------------- | -------- | -------- | -------- | ----------------- | --------------------------- | ----------------- | ----------------- | ----------------- | ------------- | ----------------- | ------------- | -------- | -------- | ----------------- | ----------------- | ----------------- | -------- | -------- | -------- | -------- | -------- | -------- | -------- | -------- | -------- | -------- | ------ | -------- | ------ | -------- |
| 상(常) 口수(秀) | 치(致) 口묵(默) | 口선(善) | 口영(泳) | 口근(根) | 口환(煥) 口섭(燮) | 재(載) 규(圭) 세(世) 수(壽) | 口석(錫) 口흥(興) | 口택(澤) 口규(圭) | 口식(植) 口동(東) | 병(炳) 열(烈) | 口기(基) 口철(喆) | 진(鎭) 호(鎬) | 口원(源) | 口주(柱) | 口열(烈) 口희(熙) | 口균(均) 口교(敎) | 口종(鍾) 口현(鉉) | 口호(浩) | 口동(東) | 口형(炯) | 口규(圭) | 口용(鎔) | 口수(洙) | 口상(相) | 口희(喜) | 口배(培) | 口명(銘) | 락(洛) | 口영(榮) | 현(炫) | 口곤(坤) |

## 집성촌
경기도 용인시 모현읍 오산리(吳山里)에 해주 오씨 시조단이 있다.
- 황해도 벽성군 월록면 상림리
- 황해도 신천군 북부면
- 황해도 재령군 신원면
- 황해도 신계군 마서면
- 평안북도 영변군 팔원면 일원
- 평안북도 정주군 고안면 안흥동
- 경기도 용인시 원삼면 죽능리
- 경기도 용인시 원삼면 학일리
- 경기도 안성시 양성면 덕봉리
- 충청남도 아산시 신창면 신달리
- 충청남도 아산시 도고면 와산리
- 충청남도 금산군 추부면
- 충청북도 청주시 흥덕구 신대동
- 전북특별자치도 정읍시 정우면 대사리
- 전북특별자치도 순창군 쌍치면 용전리
- 전북특별자치도 임실군 삼계면 삼은리
- 전북특별자치도 김제시 성덕면 석동리
- 전북특별자치도 군산시 성산면 둔덕리
- 전라남도 곡성군 오곡면 명산리
- 전라남도 곡성군 고달면 대사리
- 경상북도 의성군 의성읍 도동리
- 경상북도 김천군 감천면 무안리
- 경상북도 의성군 안평면 도옥리
- 경상북도 의성군 안평면 창길리
- 경상북도 의성군 단북면 성암리
- 경상북도 안동시 일직면 평팔리
- 경상북도 상주시 사벌면 금흔리
- 경상북도 상주시 중동면 간상리
- 울산광역시 울주군 온양읍 동상리
- 경상남도 창원시 동읍 용강리
- 경상남도 의령군 지정면 태부리
- 경상남도 창녕군 창녕읍 도야리
- 경상남도 거창군 마리면 고학리
- 경상남도 하동군 청암면 상이리

## 인구
- 1985년 90,845가구 377,016명
- 2000년 131,399가구 422,735명
- 2015년 462,704명

## 같이 보기
| - 오 (성씨) - 동복 오씨 - 보성 오씨 - 함양 오씨 - 울산 오씨 http://www.ulsanoh.co.kr/bbs/content.php?co_id=ulsanoh2_001 - 연일 오씨 - 평해 오씨 |